# The Turn of a Friendly Card
The Turn of a Friendly Card és el cinquè àlbum d'estudi del grup britànic progressiu The Alan Parsons Project, publicat al novembre de 1980 per Arista Records. El disc va generar els èxits "Games People Play" i "Time", la segona de les quals va ser la primera aparició vocal de Eric Woolfson. La peça que dona nom a l'àlbum, que apareix a la cara 2 de l'LP, és una suite de 16 minuts dividida en cinc pistes, que són seccions de la cançó, cadascuna amb el seu títol específic.

## Concepte de l'àlbum

Imatge en la qual es basa la finestra de vitrall de la portada del disc "The turn of a friendly card"

The turn of a friendly card narra la història d'un home adult qui, després de començar a sentir-se insatisfet amb la seva vida, decideix anar a un casino a apostar tot el que té, per després perdre-ho completament. El concepte de risc, present a les taules de joc, té obvis paral·lelismes amb els riscos que es corren en la vida quotidiana, en prendre decisions ("apostar", metafòricament parlant) transcendentals. Pel que sembla Eric Woolfson va trobar abundant inspiració lírica per aquest concepte al trobar-se en aquesta època vivint al Principat de Mònaco.
La portada de totes les versions de l'àlbum exposa una finestra de vitrall que sembla pertànyer a una església. Però el detall del vitrall és una carta de pòquer (rei de diamants). Aquesta és un aspecte més del sentit de l'àlbum.

## Llista de cançons
Totes les cançons compostes i editades per Alan Parsons i Eric Woolfson. En el cd, cadascuna de les pistes apareix amb un número específic fins i tot les que formen part de la peça genèrica de 16 minuts.
| 1. | «May Be a Price to Pay» | Elmer Gantry  | 4:58 |
| 2. | «Games People Play»     | Lenny Zakatek | 4:22 |
| 3. | «Time»                  | Eric Woolfson | 5:04 |
| 4. | «I Don't Wanna Go Home» | Lenny Zakatek | 5:03 |

| 1. | «The Gold Bug» | Instrumental                                              | 4:34  |
| 2. | «The Turn of a Friendly Card - 1. The Turn of a Friendly Card, Pt. 1 (2:44) - 2. Snake Eyes (3:14) - 3. The Ace of Swords (2:57) - 4. Nothing Left to Lose (4:07) - 5. The Turn of a Friendly Card, Pt. 2 (3:22)» | Chris Rainbow (1,2,5) Eric Woolfson (4), Instrumental (3) | 16:24 |

The Turn of a Friendly Card fou remasteritzada i reeditada en 2008 amb les següents cançons extra:
- "May Be a Price to Pay" (Intro/demo)
- "Nothing Left to Lose" (Basic backing track)
- "Nothing Left to Lose" (Chris Rainbow overdub compilation)
- "Nothing Left to Lose" (Early studio version with Woolfson's guide vocal)
- "Time" (Early studio attempt)
- "Games People Play" (Rough mix)
- "The Gold Bug" (Demo)

## Equip humà
- Stuart Elliott - bateria, percussió
- David Patton - baix elèctric
- Ian Bairnson - guitarra elèctrica, guitarres acústiques i "pedal steel guitar" en la cançó "Time".
- Eric Woolfson - piano, clavicèmbal, veu principal.
- Alan Parsons - projectron (sintetitzador) en "Games People Play", whistling i finger snaps en "The Gold Bug", Clavinet en "The Gold Bug" i "The Ace of Swords", harpsichord en "The Ace of Swords", veus addicionals en "Time"
- Chris Rainbow - Veus principal i d'acompanyament.
- Elmer Gantry - Veus secundàries.
- Dennis Clarke - saxòfon
- Lenny Zakatek - Veus principal i d'acompanyament.
- The Philharmonia Orchestra, arranjada i dirigida per Andrew Powell

Àlbum produït i dissenyat per Alan Parsons 

Productor executiu: Eric Woolfson 

Consultor principal: Chris Blair 

Concepte de carpeta exterior:  Lol Creme i Kevin Godley